# Tweede divisie 1962/63
Het seizoen 1962/63 was het zevende seizoen in het bestaan van de Nederlandse Tweede divisie. De voetbalcompetitie, georganiseerd door de Koninklijke Nederlandse Voetbalbond (KNVB), was het derde en laagste niveau binnen het Nederlandse betaald voetbal.

## Extra degradanten
Door het terugbrengen tot één competitie in de Eerste divisie, zijn er dit seizoen weer twee competities in de Tweede divisie. Een overzicht van de degradanten uit de Eerste divisie 1961/62:
Eerste divisie A 1961/62
- SVV
- AGOVV
- D.F.C.
- Vitesse
- KFC
- Alkmaar '54
- Leeuwarden
- 't Gooi
- BVV
- Haarlem
- Stormvogels

Eerste divisie B 1961/62
- ZFC
- Be Quick
- Wageningen
- Heerenveen
- Hermes DVS
- NOAD
- Hilversum
- VSV
- HVC
- Wilhelmina

## Tweede divisie A

### Deelnemende teams
| Club          | Plaats           | Accommodatie           | Capaciteit | Trainer            |
| ------------- | ---------------- | ---------------------- | ---------- | ------------------ |
| AGOVV         | Apeldoorn        | Berg & Bos             | 20.000     | Jan de Bouter      |
| Alkmaar '54   | Alkmaar          | Gemeentelijk Sportpark | 20.000     | Arie Rentenaar     |
| Be Quick      | Groningen        | Esserberg              | 18.000     | Gerrit Vreken      |
| De Graafschap | Doetinchem       | De Vijverberg          | 12.000     | Evert Teunissen    |
| Heerenveen    | Heerenveen       | Gemeentelijk Sportpark | 12.000     | Arie de Vroet      |
| KFC           | Koog aan de Zaan | Breestraat             | 10.000     | Toon Bruins Slot   |
| Leeuwarden    | Leeuwarden       | Gemeentelijk Sportpark | 16.000     | Wim Blokland       |
| N.E.C.        | Nijmegen         | Goffertstadion         | 29.000     | Jan Remmers        |
| Oldenzaal     | Oldenzaal        | Het Heuveltje          | 6.000      | Wim de Bois        |
| Stormvogels   | IJmuiden         | Schoonenberg           | 18.000     | Cor Sluijk         |
| Tubantia      | Hengelo          | Veldwijk               | 30.000     | Ben Tap            |
| Vitesse       | Arnhem           | Nieuw-Monnikenhuize    | 18.000     | Jan Zonnenberg     |
| VSV           | IJmuiden         | Schoonenberg           | 18.000     | Toon van den Enden |
| Wageningen    | Wageningen       | Wageningse Berg        | 16.000     | Thim van der Laan  |
| ZFC           | Zaandam          | Westzanerdijk          | 10.000     | Jan van Asten      |
| Zwartemeer    | Klazienaveen     | Mr. Ovingstraat        | 8.000      | Arie Otten         |
| Zwolsche Boys | Zwolle           | Gemeentelijk Sportpark | 15.000     | Joep Brandes       |

### Eindstand
| pos | club          | gs | w  | g  | v  | pnt | dv | dt | ds  |
| --- | ------------- | -- | -- | -- | -- | --- | -- | -- | --- |
| 1.  | VSV           | 32 | 20 | 7  | 5  | 47  | 63 | 34 | 29  |
| 2.  | AGOVV         | 32 | 16 | 10 | 6  | 42  | 62 | 39 | 23  |
| 3.  | N.E.C.        | 32 | 17 | 7  | 8  | 41  | 71 | 48 | 23  |
| 4.  | Alkmaar '54   | 32 | 15 | 9  | 8  | 39  | 64 | 39 | 25  |
| 5.  | KFC           | 32 | 15 | 8  | 9  | 38  | 57 | 41 | 16  |
| 6.  | Vitesse       | 32 | 12 | 12 | 8  | 36  | 54 | 45 | 9   |
| 7.  | Leeuwarden    | 32 | 13 | 7  | 12 | 33  | 60 | 64 | -4  |
| 8.  | ZFC           | 32 | 11 | 9  | 12 | 31  | 43 | 44 | -1  |
| 9.  | Wageningen    | 32 | 11 | 8  | 13 | 30  | 56 | 59 | -3  |
| 10. | Stormvogels   | 32 | 8  | 13 | 11 | 29  | 35 | 44 | -9  |
| 11. | Be Quick      | 32 | 11 | 6  | 15 | 28  | 55 | 62 | -7  |
| 12. | Heerenveen    | 32 | 10 | 8  | 14 | 28  | 48 | 60 | -12 |
| 13. | Tubantia      | 32 | 9  | 9  | 14 | 27  | 55 | 66 | -11 |
| 14. | Zwolsche Boys | 32 | 9  | 8  | 15 | 26  | 43 | 58 | -15 |
| 15. | De Graafschap | 32 | 9  | 7  | 16 | 25  | 32 | 52 | -20 |
| 16. | Zwartemeer    | 32 | 8  | 8  | 16 | 24  | 44 | 58 | -14 |
| 17. | Oldenzaal     | 32 | 6  | 8  | 18 | 20  | 40 | 69 | -29 |

### Legenda
| Kleur | Kwalificatie voor                                 |
| ----- | ------------------------------------------------- |
|       | Nacompetitie voor promotie naar de Eerste divisie |
|       | Nacompetitie tegen degradatie naar de Amateurs    |

### Uitslagen
|               | AGO   | ALK   | BQU   | GRA   | HEE   | KFC   | LEE   | NEC   | OLD   | STO   | TUB   | VIT   | VSV   | WAG   | ZFC   | ZWA   | ZBO   |
| ------------- | ----- | ----- | ----- | ----- | ----- | ----- | ----- | ----- | ----- | ----- | ----- | ----- | ----- | ----- | ----- | ----- | ----- |
| AGOVV         |       | 2 – 3 | 4 – 1 | 3 – 0 | 1 – 0 | 1 – 1 | 3 – 3 | 3 – 2 | 1 – 0 | 0 – 0 | 1 – 1 | 4 – 1 | 3 – 1 | 4 – 1 | 8 – 1 | 3 – 1 | 2 – 0 |
| Alkmaar '54   | 1 – 0 |       | 3 – 1 | 4 – 0 | 1 – 2 | 2 – 2 | 3 – 0 | 1 – 2 | 2 – 0 | 2 – 1 | 3 – 0 | 1 – 2 | 2 – 0 | 1 – 1 | 1 – 0 | 2 – 0 | 2 – 2 |
| Be Quick      | 0 – 1 | 0 – 3 |       | 4 – 1 | 6 – 0 | 1 – 0 | 4 – 1 | 1 – 1 | 2 – 3 | 5 – 1 | 1 – 0 | 0 – 0 | 0 – 1 | 3 – 1 | 0 – 3 | 1 – 1 | 0 – 1 |
| De Graafschap | 2 – 2 | 1 – 1 | 4 – 3 |       | 3 – 1 | 1 – 3 | 0 – 2 | 1 – 0 | 2 – 0 | 0 – 0 | 3 – 0 | 1 – 0 | 0 – 2 | 4 – 1 | 0 – 0 | 2 – 1 | 2 – 3 |
| Heerenveen    | 5 – 1 | 1 – 3 | 2 – 2 | 1 – 0 |       | 2 – 2 | 1 – 1 | 1 – 4 | 2 – 0 | 3 – 1 | 3 – 1 | 2 – 2 | 0 – 1 | 1 – 1 | 4 – 1 | 2 – 0 | 2 – 0 |
| KFC           | 0 – 1 | 2 – 2 | 0 – 3 | 3 – 0 | 3 – 3 |       | 1 – 0 | 3 – 1 | 3 – 0 | 2 – 0 | 2 – 1 | 3 – 0 | 0 – 1 | 3 – 1 | 1 – 0 | 2 – 2 | 4 – 1 |
| Leeuwarden    | 1 – 1 | 3 – 1 | 5 – 1 | 4 – 2 | 1 – 0 | 3 – 1 |       | 1 – 2 | 4 – 2 | 2 – 3 | 4 – 4 | 1 – 2 | 2 – 1 | 1 – 1 | 2 – 3 | 3 – 1 | 4 – 2 |
| N.E.C.        | 2 – 1 | 3 – 2 | 3 – 4 | 3 – 0 | 3 – 2 | 3 – 4 | 5 – 1 |       | 3 – 0 | 2 – 1 | 1 – 2 | 1 – 1 | 4 – 2 | 2 – 4 | 2 – 2 | 2 – 1 | 6 – 0 |
| Oldenzaal     | 2 – 2 | 3 – 3 | 2 – 4 | 1 – 1 | 1 – 2 | 2 – 0 | 1 – 1 | 2 – 2 |       | 3 – 1 | 1 – 3 | 4 – 1 | 0 – 3 | 2 – 0 | 2 – 1 | 1 – 6 | 1 – 1 |
| Stormvogels   | 1 – 2 | 1 – 0 | 3 – 1 | 0 – 0 | 1 – 0 | 0 – 1 | 1 – 1 | 2 – 2 | 1 – 1 |       | 0 – 0 | 2 – 2 | 2 – 2 | 1 – 1 | 1 – 0 | 2 – 0 | 3 – 2 |
| Tubantia      | 0 – 1 | 3 – 3 | 3 – 1 | 3 – 0 | 3 – 0 | 2 – 2 | 2 – 3 | 1 – 3 | 2 – 0 | 2 – 2 |       | 1 – 7 | 3 – 1 | 1 – 3 | 1 – 3 | 5 – 2 | 1 – 7 |
| Vitesse       | 1 – 1 | 2 – 2 | 4 – 1 | 0 – 1 | 4 – 1 | 1 – 0 | 3 – 2 | 1 – 2 | 4 – 0 | 2 – 0 | 2 – 2 |       | 0 – 0 | 1 – 1 | 1 – 0 | 2 – 1 | 2 – 2 |
| VSV           | 2 – 1 | 2 – 1 | 1 – 1 | 1 – 0 | 5 – 2 | 3 – 0 | 4 – 1 | 0 – 0 | 4 – 2 | 1 – 1 | 1 – 0 | 1 – 1 |       | 3 – 1 | 2 – 2 | 3 – 0 | 4 – 0 |
| Wageningen    | 2 – 2 | 3 – 2 | 2 – 0 | 3 – 1 | 5 – 1 | 0 – 3 | 1 – 2 | 0 – 1 | 2 – 0 | 2 – 0 | 4 – 4 | 4 – 1 | 1 – 2 |       | 3 – 2 | 1 – 1 | 0 – 2 |
| ZFC           | 0 – 0 | 0 – 0 | 6 – 0 | 0 – 0 | 0 – 0 | 0 – 4 | 4 – 0 | 2 – 2 | 1 – 0 | 3 – 0 | 0 – 3 | 1 – 3 | 1 – 3 | 1 – 0 |       | 3 – 1 | 0 – 0 |
| Zwartemeer    | 2 – 0 | 0 – 4 | 2 – 4 | 2 – 0 | 1 – 1 | 0 – 0 | 4 – 0 | 2 – 1 | 3 – 2 | 0 – 0 | 2 – 1 | 1 – 1 | 1 – 2 | 3 – 5 | 0 – 2 |       | 1 – 1 |
| Zwolsche Boys | 2 – 3 | 0 – 3 | 0 – 0 | 1 – 0 | 2 – 1 | 4 – 2 | 0 – 1 | 0 – 1 | 2 – 2 | 0 – 3 | 0 – 0 | 2 – 0 | 2 – 4 | 4 – 1 | 0 – 1 | 0 – 2 |       |

### Topscorers
| #  | Naam                 | Club       | Goal |
| -- | -------------------- | ---------- | ---- |
| 1. | Hans Verhagen        | N.E.C.     | 29   |
| 2. | Johan Wieringa       | Be Quick   | 22   |
| 3. | Frans Olde Riekerink | Tubantia   | 17   |
| 3. | Sietze de Vries      | AGOVV      | 17   |
| 5. | Marius Delgrosso     | Leeuwarden | 16   |
| 5. | Jan Seelen           | Vitesse    | 16   |
| 7. | Dirk Roelfsema       | Leeuwarden | 15   |
| 7. | Ton van de Weerd     | Wageningen | 15   |
| 9. | Fred André           | VSV        | 14   |
| 9. | Tonny Roosken        | Zwartemeer | 14   |
| 9. | Teun Veenstra        | Zwartemeer | 14   |

## Tweede divisie B

### Deelnemende teams
| Club          | Plaats           | Accommodatie           | Capaciteit | Trainer                                      |
| ------------- | ---------------- | ---------------------- | ---------- | -------------------------------------------- |
| Baronie       | Breda            | De Blauwe Kei          | 12.000     | Jan Blom                                     |
| BVV           | 's-Hertogenbosch | De Vliert              | 30.000     | Franz Rybicki (tot 10 november) Piet Schuijt |
| D.F.C.        | Dordrecht        | Krommedijk             | 12.000     | Jan Bens                                     |
| EDO           | Haarlem          | Noordersportpark       | 10.000     | Piet Kluit                                   |
| 't Gooi       | Hilversum        | Gemeentelijk Sportpark | 16.000     | Ron Dellow                                   |
| Haarlem       | Haarlem          | Jan Gijzenkade         | 13.000     | Ruud van Wilsum                              |
| Helmondia '55 | Helmond          | De Braak               | 12.000     | Toon van Beek Frans de Rooij (a.i.)          |
| Hermes DVS    | Schiedam         | Harga                  | 16.000     | Bob Janse                                    |
| Hilversum     | Hilversum        | Gemeentelijk Sportpark | 16.000     | Dick Maurer                                  |
| HVC           | Amersfoort       | Birkhoven              | 10.000     | Bas Paauwe sr.                               |
| LONGA         | Tilburg          | Aan de spoorbrug       | 15.000     | Arend Koolen                                 |
| NOAD          | Tilburg          | Gemeentelijk Sportpark | 20.000     | Maarten Vink                                 |
| PEC           | Zwolle           | De Vrolijkheid         | 10.000     | Herman Spijkerman                            |
| RCH           | Heemstede        | Sportparklaan          | 18.000     | Meg de Jongh                                 |
| SVV           | Schiedam         | Frankelandsedijk       | 15.000     | Hans Croon                                   |
| Wilhelmina    | 's-Hertogenbosch | De Wolfsdonken         | 6.000      | Piet van der Sluijs                          |
| Xerxes        | Rotterdam        | Xerxesweg              | 10.000     | Jiří Hanke                                   |

### Eindstand
| pos | club          | gs | w  | g  | v  | pnt | dv | dt | ds  |
| --- | ------------- | -- | -- | -- | -- | --- | -- | -- | --- |
| 1.  | Haarlem       | 32 | 18 | 8  | 6  | 44  | 71 | 46 | 25  |
| 2.  | BVV           | 32 | 19 | 5  | 8  | 43  | 58 | 28 | 30  |
| 3.  | HVC           | 32 | 18 | 6  | 8  | 42  | 72 | 42 | 30  |
| 4.  | Baronie       | 32 | 14 | 10 | 8  | 38  | 59 | 44 | 15  |
| 5.  | RCH           | 32 | 13 | 10 | 9  | 36  | 65 | 47 | 18  |
| 6.  | D.F.C.        | 32 | 16 | 4  | 12 | 36  | 52 | 42 | 10  |
| 7.  | Hermes DVS    | 32 | 13 | 9  | 10 | 35  | 50 | 46 | 4   |
| 8.  | 't Gooi       | 32 | 14 | 5  | 13 | 33  | 60 | 42 | 18  |
| 9.  | NOAD          | 32 | 10 | 13 | 9  | 33  | 58 | 59 | -1  |
| 10. | Xerxes        | 32 | 13 | 6  | 13 | 32  | 80 | 64 | 16  |
| 11. | Hilversum     | 32 | 11 | 8  | 13 | 30  | 36 | 48 | -12 |
| 12. | SVV           | 32 | 8  | 12 | 12 | 28  | 50 | 63 | -13 |
| 13. | Helmondia '55 | 32 | 8  | 11 | 13 | 27  | 43 | 52 | -9  |
| 14. | LONGA         | 32 | 11 | 3  | 18 | 25  | 66 | 81 | -15 |
| 15. | EDO           | 32 | 7  | 9  | 16 | 23  | 39 | 73 | -34 |
| 16. | Wilhelmina    | 32 | 10 | 3  | 19 | 23  | 44 | 79 | -35 |
| 17. | PEC           | 32 | 7  | 2  | 23 | 16  | 40 | 87 | -47 |

### Legenda
| Kleur | Kwalificatie voor                                 |
| ----- | ------------------------------------------------- |
|       | Nacompetitie voor promotie naar de Eerste divisie |
|       | Nacompetitie tegen degradatie naar de Amateurs    |

### Uitslagen
|               | BAR   | BVV   | DFC   | EDO   | TGO   | HAA   | H55   | DVS   | HIL   | HVC   | LON   | NOA   | PEC   | RCH   | SVV   | WLM   | XER   |
| ------------- | ----- | ----- | ----- | ----- | ----- | ----- | ----- | ----- | ----- | ----- | ----- | ----- | ----- | ----- | ----- | ----- | ----- |
| Baronie       |       | 0 – 2 | 3 – 2 | 0 – 0 | 1 – 1 | 1 – 0 | 3 – 1 | 1 – 2 | 2 – 1 | 1 – 1 | 3 – 2 | 1 – 1 | 4 – 0 | 1 – 1 | 5 – 0 | 4 – 1 | 2 – 0 |
| BVV           | 0 – 2 |       | 0 – 1 | 0 – 0 | 1 – 0 | 1 – 3 | 1 – 0 | 0 – 3 | 3 – 1 | 4 – 0 | 5 – 1 | 3 – 0 | 4 – 0 | 2 – 0 | 3 – 1 | 5 – 2 | 2 – 1 |
| D.F.C.        | 2 – 1 | 2 – 0 |       | 4 – 0 | 1 – 0 | 3 – 0 | 1 – 1 | 0 – 1 | 2 – 3 | 2 – 0 | 1 – 3 | 3 – 1 | 6 – 0 | 4 – 0 | 3 – 2 | 2 – 3 | 1 – 0 |
| EDO           | 2 – 0 | 0 – 6 | 0 – 0 |       | 2 – 1 | 2 – 3 | 2 – 2 | 2 – 2 | 1 – 1 | 2 – 0 | 1 – 4 | 2 – 2 | 1 – 0 | 1 – 2 | 2 – 3 | 3 – 2 | 2 – 3 |
| 't Gooi       | 2 – 3 | 0 – 1 | 2 – 0 | 4 – 0 |       | 1 – 2 | 2 – 1 | 4 – 1 | 2 – 0 | 2 – 0 | 8 – 1 | 4 – 1 | 5 – 1 | 1 – 1 | 2 – 3 | 1 – 0 | 3 – 0 |
| Haarlem       | 1 – 1 | 0 – 0 | 2 – 3 | 5 – 1 | 2 – 0 |       | 3 – 2 | 1 – 1 | 1 – 2 | 2 – 2 | 4 – 1 | 2 – 1 | 2 – 0 | 0 – 2 | 1 – 1 | 6 – 0 | 5 – 2 |
| Helmondia '55 | 2 – 1 | 3 – 1 | 1 – 0 | 1 – 2 | 0 – 0 | 1 – 3 |       | 3 – 3 | 0 – 0 | 1 – 3 | 2 – 0 | 2 – 2 | 1 – 1 | 2 – 2 | 4 – 1 | 1 – 2 | 3 – 2 |
| Hermes DVS    | 1 – 0 | 0 – 2 | 0 – 1 | 5 – 1 | 1 – 1 | 1 – 2 | 1 – 1 |       | 2 – 1 | 0 – 1 | 2 – 1 | 2 – 2 | 2 – 1 | 0 – 2 | 1 – 0 | 3 – 0 | 4 – 2 |
| Hilversum     | 1 – 1 | 0 – 1 | 2 – 0 | 1 – 5 | 1 – 3 | 1 – 2 | 2 – 1 | 0 – 2 |       | 1 – 1 | 1 – 0 | 0 – 3 | 4 – 1 | 0 – 0 | 2 – 0 | 2 – 1 | 0 – 5 |
| HVC           | 4 – 0 | 0 – 0 | 4 – 0 | 2 – 0 | 1 – 0 | 1 – 2 | 0 – 1 | 1 – 0 | 2 – 3 |       | 2 – 1 | 6 – 1 | 6 – 0 | 3 – 2 | 4 – 2 | 6 – 0 | 5 – 3 |
| LONGA         | 4 – 4 | 2 – 1 | 2 – 3 | 1 – 1 | 3 – 1 | 2 – 3 | 4 – 1 | 3 – 1 | 1 – 2 | 3 – 6 |       | 2 – 1 | 3 – 1 | 1 – 1 | 3 – 1 | 2 – 3 | 2 – 0 |
| NOAD          | 1 – 1 | 0 – 2 | 0 – 0 | 4 – 0 | 2 – 2 | 2 – 2 | 3 – 1 | 1 – 1 | 1 – 1 | 2 – 0 | 3 – 2 |       | 5 – 2 | 3 – 2 | 1 – 2 | 1 – 1 | 2 – 2 |
| PEC           | 1 – 3 | 0 – 4 | 4 – 1 | 3 – 1 | 3 – 0 | 2 – 3 | 1 – 0 | 3 – 1 | 1 – 1 | 3 – 4 | 1 – 2 | 1 – 3 |       | 1 – 3 | 2 – 5 | 0 – 1 | 1 – 5 |
| RCH           | 1 – 3 | 1 – 1 | 5 – 0 | 4 – 2 | 2 – 1 | 1 – 1 | 2 – 3 | 4 – 1 | 2 – 0 | 1 – 2 | 4 – 1 | 0 – 3 | 2 – 0 |       | 4 – 1 | 7 – 0 | 4 – 4 |
| SVV           | 1 – 1 | 5 – 1 | 1 – 1 | 1 – 1 | 1 – 3 | 2 – 2 | 0 – 0 | 1 – 1 | 0 – 0 | 1 – 1 | 5 – 3 | 1 – 1 | 2 – 3 | 0 – 0 |       | 3 – 1 | 1 – 5 |
| Wilhelmina    | 2 – 3 | 0 – 2 | 0 – 3 | 3 – 0 | 4 – 1 | 4 – 3 | 3 – 0 | 2 – 3 | 0 – 1 | 0 – 0 | 3 – 2 | 1 – 5 | 2 – 1 | 1 – 1 | 1 – 2 |       | 0 – 3 |
| Xerxes        | 4 – 3 | 0 – 0 | 1 – 0 | 4 – 0 | 2 – 3 | 2 – 3 | 1 – 1 | 2 – 2 | 2 – 1 | 2 – 4 | 6 – 4 | 8 – 0 | 1 – 2 | 4 – 2 | 1 – 1 | 3 – 1 |       |

### Topscorers
| #  | Naam              | Club    | Goal |
| -- | ----------------- | ------- | ---- |
| 1. | Fred Jaski        | Haarlem | 25   |
| 2. | Kees Groeneveld   | Baronie | 23   |
| 2. | Theo Netten       | NOAD    | 23   |
| 4. | Jan van Berkel    | 't Gooi | 20   |
| 5. | Henk Angenent     | Haarlem | 19   |
| 5. | Cees Houtveen     | HVC     | 19   |
| 5. | Martin Snoeck     | Xerxes  | 19   |
| 8. | Arie van den Berg | RCH     | 18   |
| 8. | Jef Maas          | LONGA   | 18   |
| 8. | Bennie Marcus     | HVC     | 18   |

## Promotiecompetitie
Wedstrijd om promotie kampioenen Tweede divisie:
| Datum                                                                                  | Wedstrijd     | Uitslag                    | Scoreverloop                                                                               |
| -------------------------------------------------------------------------------------- | ------------- | -------------------------- | ------------------------------------------------------------------------------------------ |
| 19 juni 1963, Heemstede, Sportparklaan 18.000 toeschouwers Scheidsrechter: Piet Roomer | VSV – Haarlem | 2 – 2 n.v. (2 – 2) (0 – 1) | 10' Henk Angenent 0–1, 65' Ted Immers 1–1, 83' Ger Farenhorst 1–2, 88' Joop van Vegten 2–2 |

### Replay
| Datum                                                                                     | Wedstrijd     | Uitslag       | Scoreverloop                                                                                               |
| ----------------------------------------------------------------------------------------- | ------------- | ------------- | --- |
| 23 juni 1963, Heemstede, Sportparklaan 21.000 toeschouwers Scheidsrechter: Lau van Ravens | VSV – Haarlem | 3 – 2 (0 – 2) | 10' Fred Jaski 0–1, 30' Henk Angenent 0–2, 51' Ted Immers 1–2, 62' Ted Immers 2–2, 75' Ferrie Dikstaal 3–2 |

VSV promoveert naar Eerste divisie in het seizoen 1963/64 en Haarlem speelt promotiecompetitie met overige promotiekandidaten. VSV en Stormvogels fuseren op 17 juli 1963 tot Telstar en gaan voortaan onder deze naam door het leven.
Wedstrijd laatste plek in promotiecompetitie.
| Datum                                                                                             | Wedstrijd    | Uitslag       | Scoreverloop                                                        |
| ------------------------------------------------------------------------------------------------- | ------------ | ------------- | ------------------------------------------------------------------- |
| 19 juni 1963, Wageningen, Wageningse Berg 11.000 toeschouwers Scheidsrechter: Andries van Leeuwen | HVC – N.E.C. | 2 – 1 (1 – 0) | 20' Bennie Marcus 1–0, 69' Theo Surstedt 2–0, 75' Hans Verhagen 2–1 |

### Eindstand
| pos | club    | gs | w | g | v | pnt | dv | dt | ds |
| --- | ------- | -- | - | - | - | --- | -- | -- | -- |
| 1.  | BVV     | 3  | 2 | 0 | 1 | 4   | 5  | 4  | 1  |
| 2.  | HVC     | 3  | 2 | 0 | 1 | 4   | 5  | 4  | 1  |
| 3.  | Haarlem | 3  | 1 | 0 | 2 | 2   | 4  | 4  | 0  |
| 4.  | AGOVV   | 3  | 1 | 0 | 2 | 2   | 5  | 7  | -2 |

### Legenda
| Kleur | Kwalificatie voor               |
| ----- | ------------------------------- |
|       | Promotie naar de Eerste divisie |

### Uitslagen
|         | HAA   | AGO   | BVV   | HVC   |
| ------- | ----- | ----- | ----- | ----- |
| Haarlem |       | 3 – 0 |       |       |
| AGOVV   |       |       | 4 – 1 |       |
| BVV     | 2 – 0 |       |       | 2 – 0 |
| HVC     | 2 – 1 | 3 – 1 |       |       |

Beslissingswedstrijd.
| Datum                                                                                     | Wedstrijd | Uitslag                    | Scoreverloop                                                   |
| ----------------------------------------------------------------------------------------- | --------- | -------------------------- | -------------------------------------------------------------- |
| 7 juli 1963, Utrecht, Galgenwaard 20.000 toeschouwers Scheidsrechter: Andries van Leeuwen | BVV – HVC | 2 – 1 n.v. (1 – 1) (1 – 0) | 17' Wim Wisse 1–0, 80' Hans van Eeden 1–1, 94' Jan Gösgens 2–1 |

BVV na VSV ook gepromoveerd naar Eerste divisie 1963/64.

## Degradatie
Degradatiewedstrijd indien De Valk, kampioen bij amateurs wil promoveren.
| Datum                                                                                | Wedstrijd       | Uitslag       | Scoreverloop |
| ------------------------------------------------------------------------------------ | --------------- | ------------- | --- |
| 23 juni 1963, Almelo, Bornsestraat 5.000 toeschouwers Scheidsrechter: Henk Gennissen | Oldenzaal – PEC | 5 – 1 (1 – 0) | 32' Willem Oude Alink 1–0, 74' Willem Oude Alink 2–0, 86' Johan Beuvink 3–0, 87' Gerrit Voges 3–1, 88' Henk Kalsbeek 4–1, 90' Willem Oude Alink 5–1 |

De Valk besluit niet toe te treden tot betaald voetbal, PEC handhaaft zich hiermee. Oldenzaal kan om financiële redenen niet deelnemen aan Tweede divisie en stapt vrijwillig uit betaald voetbal.

## Voetnoten
1956/57 · 
1957/58 · 
1958/59 · 
1959/60 · 
1960/61 · 
1961/62 · 
1962/63 · 
1963/64 · 
1964/65 · 
1965/66 · 
1966/67 · 
1967/68 · 
1968/69 · 
1969/70 · 
1970/71 · 
2016/17 · 
2017/18 · 
2018/19 ·
2019/20 ·
2020/21 ·
2021/22 ·
2022/23 ·
2023/24 ·
2024/25